# José Güell y Renté
José Lorenzo Buenaventura Güell y Renté (La Habana, 10 de septiembre de 1818-Madrid, 19 de diciembre de 1884) fue un periodista y escritor español, activo en la política decimonónica en el bando liberal y marido de la infanta española Josefina Fernanda de Borbón, hermana del rey consorte Francisco de Asís de Borbón.

## Biografía
Nacido en Cuba hijo de padre catalán, fue bautizado el 14 de septiembre de 1818 en la parroquia del Espíritu Santo de La Habana. Sus padres le enviaron a estudiar a la península, licenciándose en Derecho en la universidad de Barcelona. Bien apadrinado llegó a la corte donde logra enamorar a la hermana del marido de la reina y consigue casarse con ella en secreto. Este hecho hace que su esposa pierda la dignidad de infanta de España y ambos sean desterrados.

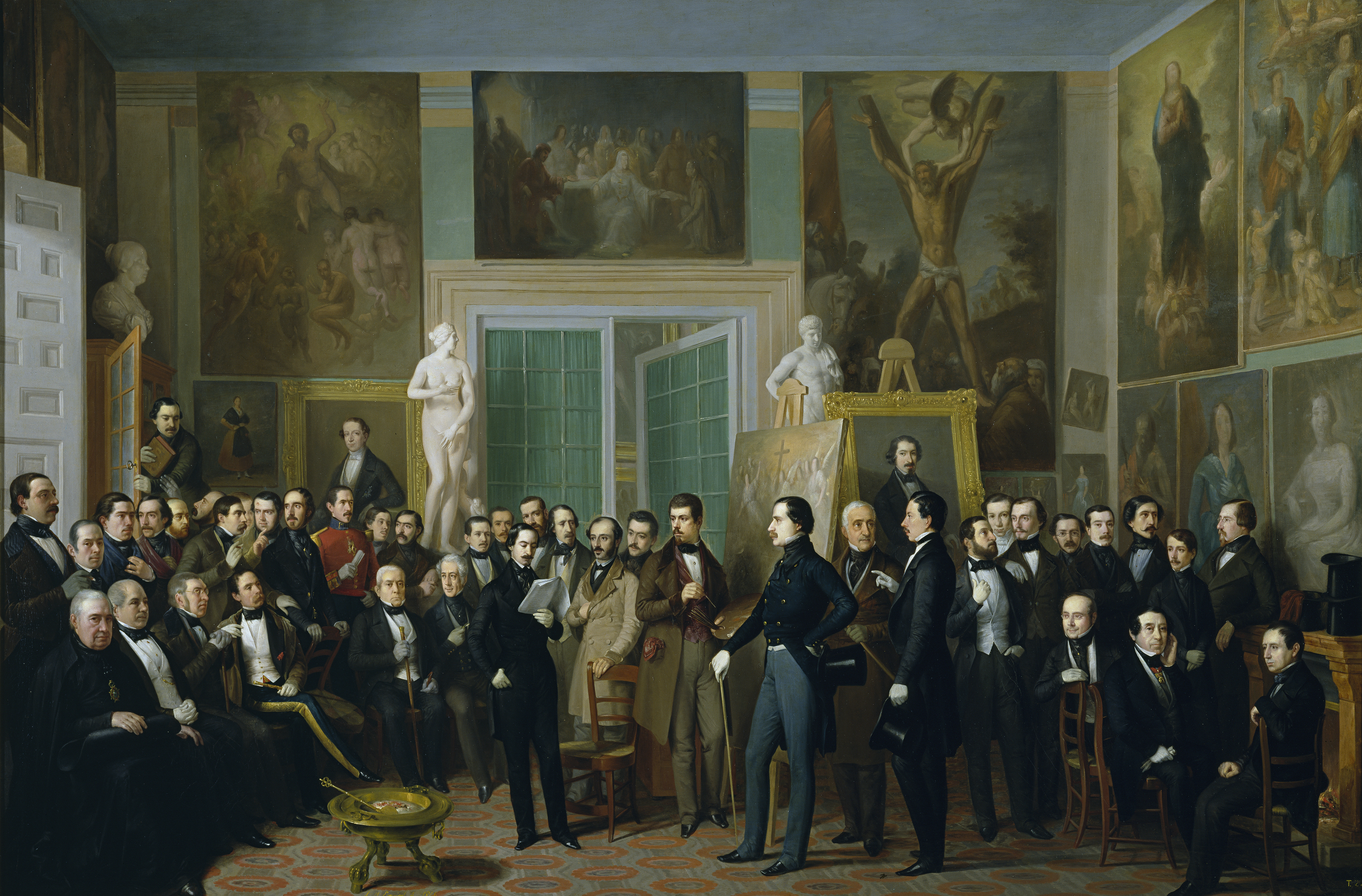
José Güell y Renté retratado en Los Poetas contemporáneos por Antonio María Esquivel 1846 - Museo del Prado, Madrid

Enemigo de Narváez, que como presidente del gobierno es el principal instigador de su destierro José Güell se une a la revuelta de Espartero y O'Donnell para derrocar el gobierno de Narváez. El éxito de la revuelta le lleva a convertirse en diputado por Valladolid. En 1856 vuelve al exilio con el general Prim y otros políticos liberales, tales como Sagasta. Volvió a su Cuba natal donde fue defensor del abolicionismo y como senador de la Universidad de La Habana, impulsa la construcción de un gran edificio para dicha entidad. Falleció el 19 de diciembre de 1884 en Madrid, o el 23 de enero de 1884 en su ciudad natal.[cita requerida]

## Obras
- Amargura del Corazón libro de poemas publicada en 1843 en La Habana.
- Consideraciones políticas, filosóficas y literarias
- Leyendas americanas
- La virgen de las azucenas
- Leyenda de Monserrat
- Leyendas de un alma triste
- El hermano Lorenzo